# Veněra 7
Veněra 7 byla sovětská vesmírná sonda, která jako první lidské těleso přistála na jiné planetě. Sonda byla v anglickém přepisu někdy uváděna jako Venus 7 a konstrukční označení během její výroby bylo V-70 No. 630. Konstrukčně se podobala své předchůdkyni Veněra 4. Byla to první sonda, která přistála na povrchu Venuše a úspěšně z jejího povrchu odvysílala data. Předchozí sondy byly zničeny v atmosféře planety.

## Popis sondy
Sonda se skládala ze dvou částí – orbitálního modulu a sestupové části, která byla vybavena padákem pro brzdění průletu atmosférou a pro ochranu před vznikajícím žárem v atmosféře byla vybavena titanovým tepelným štítem. Sestupový modul měl hmotnost 495 kg, byl vybaven akumulátory, schopný vydržet tlak 18 MPa a teplotu 530 °C.

## Průběh mise

### Cesta k planetě
Po opuštění sovětského kosmodromu Bajkonur dne 17. srpna roku 1970 se sonda s pomocí nosné rakety Molnija dostala na orbitální dráhu Země. Díky zapálení posledního stupně rakety na 244 sekund se dostala na meziplanetární dráhu směrem k Venuši. Během přeletu byly provedeny dvě korekce dráhy 2. října a 7. listopadu 1970, čímž bylo docíleno přesného zacílení kolmého vstupu do atmosféry na noční straně planety. Ve vzdálenosti 300 000 km od Venuše bylo započato s nabíjením akumulátorů přistávacího pouzdra. Současně byla aparatura podchlazena na -8 °C.

### U cíle
K Venuši sonda dorazila v prosinci a dne 15. prosince vstoupil sestupový modul do nehostinné atmosféry, o které se v minulosti myslelo, že bude vypadat jako Země. (Je zajímavostí, že ještě během letu sondy Veněra 7 panovaly představy, které předpokládaly výskyt tekuté vody na povrchu planety i přesto, že byly známy výsledky z předchozích misí (Veněra 5 a 6), které ukázaly vysoké teploty atmosféry a vysoké hodnoty tlaku.) Po vletu do atmosféry a následném brzdění kapsle vlivem atmosférického tření a zahřátí tepelného štítu sonda snížila svoji rychlost na 300 m/s, kdy mohl být vystřelen padák, který zbrzdil rychlost sondy na minimum. Po otevření padáku a pomalém sestupu k povrchu Venuše se rozvinula i anténa a sonda začala předávat naměřená data o podmínkách v atmosféře.
Posledních několik metrů sonda prožila volný pád. Díky agresivní atmosféře planety a vysoké teplotě došlo k rozrušení a odtržení padáku a sonda tak „prostě spadla dolů“ na povrch rychlostí 17 m/s. To mělo za následek nejspíše poruchu na vysílači sondy a následnou ztrátu signálu ze sondy v Ruské kontrolní stanici pro hluboký vesmír. Vědci prohlíželi vysílací frekvenci, ale vyjma vesmírného šumu v pozadí nebyl zaznamenán žádný přímý signál od sondy. Zklamání ale po týdnu vystřídalo obrovské nadšení mezi inženýry pana Lavočkina, když experti z Moskevského institutu pro radio-elektroniku ohlásili, že se jim podařilo na pozadí kosmického šumu objevit velmi slabý signál ze sondy Veněra 7 z povrchu Venuše.
Sonda vysílala celkem 53 minut, z čehož přibližně 20 minut z povrchu, než ji nehostinné podmínky (deště kyseliny sírové) a vysoký tlak zničily.
Sonda odvysílala na Zemi naměřené hodnoty povrchové teploty, která byla určena na 474±20 °C.

Tlak na povrchu Venuše v místě přistání byl přibližně 90krát větší, než na zemském povrchu (90 atmosfér), což odpovídá přibližně tlaku 900 m pod hladinou moře. Sonda tak definitivně potvrdila, že na povrchu Venuše není člověk schopen přežít, a vyloučila i možnost, že na Venuši se nachází voda v kapalném stavu. V místě přistání bylo okolí převážně z metalických hornin, ve kterých byl zastoupen hlavně zinek. Sonda přistála na místě o souřadnicích 5° j.š., 9° z.d. na místě, které se jmenuje Alpha Regio.
Úspěšné přistání sondy přineslo Sovětskému svazu další prvenství, jelikož sonda Veněra 7 se stala první sondou vytvořenou člověkem, která přistála na jiné planetě než na Zemi a úspěšně z jejího povrchu odvysílala vědecká data. Lidské sondy dopadly již na jiné planety předtím, ale vždy došlo ke zřícení sondy. Veněra 7 byla první, která přistála poměrně měkce. Sonda poskytla informace o povrchu Venuše, který není možno vidět ze Země skrz hustý závoj atmosféry.